# Bill English (inżynier)
Bill English, właśc. William Kirk English (ur. 27 stycznia 1929, zm. 26 lipca 2020) – amerykański inżynier komputerowy, który przyczynił się do powstania myszy komputerowej.

## Życiorys
Urodził się 27 stycznia 1929 r. w Kentucky. Ukończył studia w zakresie elektrotechniki. W młodości służył również w amerykańskiej Marynarce Wojennej i m.in. stacjonował północnej Kalifornii i Japonii. Po odejściu pod koniec lat 1950. z armii pracował w SRI International. Po czterech latach został pierwszym członkiem zespołu badawczego Douglasa Engelbarta – Augmentation Research Center, który zaprezentował w 1968 r. pierwsze myszy komputerowe opracowywane od 1963 r.. English zbudował pierwszą myszkę podczas prac nad programem do edycji tekstu, używając drewna i dwóch metalowych kółek. Ta myszka miała tylko jeden przycisk. W tym samym roku English i Engelbart przedstawili koncepcję rozwoju technologii komputerowych, m.in. wideorozmowy czy hiperłącza. Ta konferencja przeszła do historii jako The Mother of All Demos. W 1971 podjął pracę w Xerox PARC, a od 1989 pracował dla Sun Microsystems.
Zmarł 26 lipca 2020 r. w San Rafael w wyniku niewydolności oddechowej.
Żonaty z Patricią Dickson, z którą miał dwóch synów, a potem z Robertą Mercer, która miała córkę z poprzedniego związku.